# 嚴重急性呼吸道症候群冠狀病毒2型Omicron變異株
Omicron（B.1.1.529）是嚴重急性呼吸綜合症冠狀病毒2型（SARS-CoV-2）的一種變異株。它於2021年11月9日首次在波札那被發現。2021年11月24日南非正式向世界衛生組織（WHO）報告。由于Omicron变异株显示较强的传染性及影响宿主免疫应答与疫苗效力的免疫逃避，世界衛生組織于2021年11月26日將本變異株列為「需要关注的变异株」（VOC）。
研究人员已经确定Omicron變異株存在五種亞型。其中標準亞型被称为BA.1/B.1.1.529.1；另外四个亞型被称为BA.2/B.1.1.529.2、BA.3/B.1.1.529.3、BA.4/B.1.1.529.4、BA.5/B.1.1.529.5。BA.4和BA.5的传播力和免疫逃逸能力更强。另外奥密克戎二次感染的几率相較於其他變種病毒可能会上升。

## 症状
此變異株和其他嚴重急性呼吸道症候群冠狀病毒2型變異株一样（如：Alpha、Delta），没有任何发病症状的变化，部分感染者不会产生任何症状。
南非医学协会主席安吉丽克·库切表示，她发现该变异株的患者感到疲劳和疼痛，却没有咳嗽或味觉及嗅觉失灵。丁香醫生認為，早期2019冠状病毒病患者常见呼吸急促、嗅觉丧失、高热等症狀，而且患有肺炎、肺水肿，原始毒株患者中大概有一半出现了肺部问题。而奧密克戎的相关症状有咽痛、咳嗽、流鼻涕，无症状感染者比例越来越高。世卫组织流行病学家阿卜迪·马哈穆德（Abdi Mahamud）表示，越来越多的研究似乎表明，奥密克戎变异株似乎主要影响上呼吸道，而且引起的症状相對较轻。而其他变异株会影响肺部，并可能會导致严重的肺炎。北京市呼吸疾病研究所所长童朝晖表示，奥密克戎变异株导致肺炎或重症比例低于流感。奧密克戎在支气管中的繁殖速度比德爾塔變異株快约70倍，不過奧密克戎的致命性比德爾塔變異株低91%，住院风险低51%，而且它的傳播率非常高，传播性相對於原始毒株提升很多，BA.4/5的免疫逃逸能力為原始株的19.2倍。
2022年12月发表的一篇综述，认为奧密克戎导致的无症状或轻症比例约为85-95%，5-10%为中重症。
Omicron變異株的疾病潜伏期一般约为三天至五天，较2019冠状病毒病其他病毒株更短。 早期流行亚型之中BA.1潜伏期平均约为4.58天，BA.2约为4.42天。

### 可能的後果
世卫组织担心，Omicron變異株可能比以前的變異株更具感染性。世卫组织於2021年底警告说，Omicron變異株疫情可能會讓醫療系統不堪重负，尤其是在疫苗接种率低的国家，死亡率和发病率可能要高得多，世卫组织敦促所有国家加強COVID-19疫苗的接种。
2021年12月15日，歐洲疾病預防控制中心表示，即使Omicron變異株比Delta變異株更温和，但由于传染性更大导致病例呈指数增长，Omicron變異株引發的疫情很可能会造成住院人数和死亡人数增加。
2022年1月，美国疾病控制与预防中心表示，Omicron變異株引發的症狀的確比此前其他變異株要輕。同樣在美国，有數據表明Omicron變異株疫情期间，每天新增的COVID-19死亡人数要高于2021年秋季期间Delta變異株疫情期间的死亡人数。
2022年4月，中國国家卫生健康委疫情应对处置工作领导小组专家组组长梁万年表示根據世界数据显示Omicron變異株平均病死率是0.75%左右，他擔憂中國一旦放松，疫情對於該國龐大的老年人口來說是巨大灾难。
2022年11月29日，中国疾控中心传防处研究员常昭瑞表示，奥密克戎变异株及其进化分支BA.1、BA.2、BA.5系列，包括BF.7、BQ.1和重组体XBB的致病力和毒力相比原始株和德尔塔等变异株明显减弱。奥密克戎变异株引起重症和死亡的比例同樣明显低于原始株和关切变异株。但有针对香港第五波期间的研究显示，奥密克戎BA.2谱系在未接种疫苗的未中老年群体中致死率与早期毒株相近。

## 诊断
目前的聚合酶链式反应检测仍然可以检测出Omicron变异株。但部分研究表示聚合酶链式反应检测不出S基因标靶（S gene target failure）。快速抗原检测很有可能不受其影响。

## 预防感染
根據香港大学李嘉诚医学院发布研究结果称，奥密克戎变异株在玻璃、塑料、不锈钢等光滑表面上可带毒传播7天。和其他變異株相同，世界卫生组织建议室内场所保持通风，避免人群聚集、近距离接触，洗手、佩戴口罩、接种疫苗。
2021年11月26日，BioNTech表示他們需要两周来重新评估疫苗的有效性，若必要可在100日內對疫苗更換毒株並向全世界發貨，、莫德納及嬌生都有类似的声明與措施。科兴控股亦表示已开始通过全球合作伙伴网络积极收集并获取新变异株相关信息及样本，从而了解Omicron株对现有嚴重急性呼吸道症候群2型病毒灭活疫苗的影响，康希诺、艾博生物等企业也已开始针对新變異株的疫苗研发。
2021年12月1日，中国疾病预防控制中心声明指現有的中國国产疫苗依然能有效應對Omicron集群。同年12月8日，中国疾病预防控制中心称，目前判斷2019冠状病毒病疫苗仍有用，但其效力在衰減。中疾控主任高福接受中國新聞周刊專訪時稱，這次的Omicron，正好像是免疫逃逸能力強的Beta加上傳染力強的Delta。
2021年12月10日，辉瑞公司和BioNTech表示在实验室检测中，作为强化接种的第三针2019冠状病毒病疫苗针对奥密克戎变异株产生的抗体是两剂疫苗的25倍，这将足够中和Omicron变异株。但是这一结果目前尚未经过同行评审。
2021年12月11日，時代雜誌报道指，据南非的一项未经同行评审的实验室研究的预印本数据显示，接种两剂辉瑞－BioNTech 2019冠状病毒病疫苗对预防严重急性呼吸综合征冠状病毒2奥密克戎毒株有症状感染的有效性只有22.5%，惟仍可防止重症。辉瑞公司和BioNTech公司表示，在实验室检测中，这两家公司的第三针疫苗可有效中和奥密克戎毒株，惟两针方案阻断该毒株的效果明显较差。
2021年12月12日，多个香港媒体报道称，根據香港大學李嘉誠醫學院與香港中文大學醫學院最近的一項聯合研究，在實驗室研究中，严重急性呼吸综合征冠状病毒2Omicron集群可大幅減低輝瑞復必泰疫苗的中和抗體97%。
2021年12月14日，路透社等多个媒体报道指，根据南非最大的私营机构Discovery Health进行的分析，在預防感染严重急性呼吸综合征冠状病毒2Omicron变异株方面，兩劑辉瑞－BioNTech 2019冠状病毒病疫苗僅能提供33%的保護力；但在避免住院上，其保護力可達70%。路透社的新闻稿称，辉瑞和 BioNTech上周表示，他们的疫苗注射两针仍可预防严重疾病，因为其突变不太可能逃避T细胞的反应。
2021年12月23日，香港大學李嘉誠醫學院及香港中文大學醫學院發表聯合研究報告，注射三劑BioNTech復必泰疫苗產生的中和抗體平均達到160個單位，中和抗體水平超越抵禦變種病毒Omicron病毒株所需的26個單位最低門檻；至於先注射兩劑科興疫苗，再追加一劑BioNTech復必泰疫苗的測試者的血清樣本中和抗體較低，但因為仍有60個單位，尚在最低門檻的26個單位之上；可是三劑全部注射科興克爾來福疫苗的人士，其血清分析的中和抗體平均不足10個單位，全部不達標，研究報告建議香港特區政府集中使用BioNTech復必泰疫苗作為接種計劃的第三劑。
2022年3月22日，香港大學醫學院基于第五波疫情的数据发布报告显示，對於60歲及以上的老人，在至少完整接种3剂科兴灭活疫苗后，預防重症、危重症的有效率為97.9％，預防死亡的有效率為98.3％，与接种3剂BioNTech復必泰疫苗的有效率相当；但只在第三針接種科興滅活疫苗對預防老年人患輕症或普通症的效果有限，有效率為50.7％；只接种2剂科兴灭活疫苗的话，預防重症／危重症的有效率為72.2％，預防死亡的有效率為77.4％，而接种2剂BioNTech復必泰疫苗预防死亡有效率是92.3%。報告是針對香港第五波Omicron亞變體BA.2疫情的前瞻性規劃報告。

## 治疗
世界卫生组织表示，皮质类固醇和白细胞介素-6受体拮抗剂仍能有效地处理2019冠状病毒病重症患者。对于Omicron变异株的众多突变，其他治疗方式将被评估，以确定其对Omicron变异株的有效性。

## 命名
2021年11月26日，世界衛生組織把B.1.1.529譜系定性為「高關注變異株」，並將其命名為「Omicron變異株」。在世界卫生组织尚未正式命名前，一些媒体曾将其称为「Nu」變異株，然而此次命名跳過了希臘字母「Nu」和「Xi」。
據俄羅斯官方電視台RT報導，有不具名的WHO官員透露：“跳過‘Nu’”是為避免與英語發音相同的‘New’混淆，至於跳過‘Xi’則是為了避免對區域的汙名化，因为這個字母对应的姓氏很‘普遍’”。
美國議員湯姆·柯頓以及RFI、纽约时报、日刊體育等猜測跳过「Xi」的理由是「Xi」与中共中央总书记习近平的「习姓」之漢語拼音相同。

## 歷史

### 2021年
11月9日，波札那採集到了已知最初的Omicron變異株樣本。南非也發現了此變異株，其中一宗病例前往了香港。以色列也發現了一宗確診病例，該病例是從馬拉維返程的旅客。比利時的一宗確診病例是在11月11日前在埃及被感染的。
4个来自博茨瓦纳的病例均接受过完整的疫苗接种。以色列与德国的确诊、疑似病例都是如此。
11月27日，英国出现了两例确诊病例，另有两例出现在德国慕尼黑，意大利米兰也有此变异株的确诊者。荷兰卫生部预计，在600位由南非乘机抵达史基浦机场的旅客中，有61人感染了此变异病毒。旅客入境荷兰需要核酸检测阴性报告、完成疫苗接种或者康复。其中一个航班是从豪登省的约翰内斯堡出发，而该變異株已经成为豪登省境内主要传播的病毒株，改机上的所有乘客都在新的旅行限制要求下进行了核酸检测并接受隔离
11月28日，悉尼出现了两个确诊病例，两位确诊者均完成了两针疫苗接种，且都从南非经多哈并于确诊前一日抵达悉尼。12位来自南非的同行者以及其他260位搭乘同一飞机的乘客、机组（多哈-悉尼）均被要求进行14天隔离。
為了應對Omicron變異株的傳播，日本、加拿大、歐盟、以色列、英國、美國、马来西亚、新加坡、澳洲、印尼、摩洛哥及新西兰已宣佈對南非等國實施旅行禁令。
11月30日，因担忧奥密克戎变异株扩散，日本暂停新的外国人入境申請。
12月8日，澳洲昆士蘭省宣布發現全球第一個Omicron變種病毒的亞種毒株。
12月11日，台灣宣布首例境外Omicron移入個案，為一名30多歲女子，12月8日從史瓦帝尼入境，隨後台灣又公布新增兩例Omicron境外移入個案，分別從英國、美國入境。
12月13日，英國出現首例感染Omicron變種病毒後死亡病例，同時也是全球首例公開確認的Omicron死亡病例。
12月13日，中国大陸天津市疾病预防控制中心对12月9日境外输入2019冠状病毒病无症状感染者进行检测，检测出是Omicron变异株。
2022年，南非基因定序研究機構的科學家表示，本月在南非發現的新型Omicron病毒亞型變異株「BA.4」和「BA.5」，很可能能夠逃避疫苗，以及已染疫者的自然免疫力。

### 2022年
1月15日，Omicron BA.2變種病毒自「檢疫酒店群組」流入香港社區，當日出現首宗社區確診，該變異病毒株在香港急速傳播，引發香港第五波疫情大爆發。
1月16日，泰國出現首宗Omicron死亡個案，患者是一名86歲女子，患有阿爾茨海默病。
1月20日，新加坡出现首起Omicron死亡病例，為一名未接种冠病疫苗的92岁老妇。
2月11日，《每日郵報》11日稱，英國衞生安全局正密切關注這種由2019冠状病毒病變種病毒株Omicron和Delta結合而成的變種病毒株。但尚未清楚今次是輸入個案，還是起源於英國。
2月15日，台灣報告首例感染Omicron死亡個案，個案為一名80多歲本身有糖尿病，長期洗腎，先前因被歌友會確診的計程車司機載過，匡列接觸者隔離，1/19隔離期滿陰轉陽所以繼續住院。住院期間有發燒、肺炎，確診後16天，2月4日當天原定解隔出院，不料被發現死亡，死因為吸入性肺炎和冠狀動脈心臟病，據悉，死者先前已打過2劑AZ疫苗。
3月，随着奥密克戎变异株的出现，2019冠状病毒病在中国大陆多地和香港开始了新一轮传播，感染人数大幅上升。上海爆发疫情后，起初有政策放开的计划，但不久后遭到习近平的反对，并发出指示继续执行严格的清零政策。上海因此出現“封城”，引发争议。一些人士认为，当年继续执行清零政策是因应召开中共二十大保住习近平順利打破限制再次連任中共中央總書記，实际上是执行政治任务，将防疫工作政治化，凌驾于科学之上。
4月2日，苏州发现奥密克戎新变异株，隶属于BA.1.1进化分支。
4月27日，世界衛生組織表示奥密克戎变异株已成為當時全球流行的主流变异株。
4月，世卫组织宣布已在南非、博茨瓦纳、丹麦、苏格兰和英格兰发现奧密克戎BA.4變異病毒。根據從南非收集的数据表明，BA.4和BA.5比BA.2傳播得更快。BA.4和BA.5更引发了南非的第五波疫情以及葡萄牙第六波疫情。此外美国纽约州檢測到奧密克戎BA.2.12 和 BA.2.12.1變異病毒，它們也比BA.2傳播得更快。而美國全國BA.4和BA.5迅已超过BA.2成为仅次于BA.2.12.1的流行亚种。
5月12日，朝鮮當局承認該國出現首例2019冠状病毒病患者。该病例感染的是奥密克戎变异株亚型株BA.2同時朝鮮所有城市进入封锁状态。。
6月底至7月初，BA.4和BA.5導致歐美出現新一波疫情，並且全球病例增加30%。
6月底，在奥密克戎BA.5和BA.4亚型加速传播下，意大利出現疫情反弹。
7月5日，法国单日新增确诊病例创下3个多月以来新高，BA.2.12.1、BA.4和BA.5感染病例数已占法國新增确诊病例数的80%。
8月30日，深圳日前新增11宗2019冠状病毒病本土感染個案，經病毒基因分析後，發現大多數個案為BF.15變異株，BF.15為BA.5.2.1的子分支，根據市衛健委指出，BF.15的隱匿性和傳播力更加強，當局不排除變種病毒株乃由境外輸入引發本地感染。
9月13日，印度出現新的變異株「BA.2.75.2」，專家並示警稱此最新變異株的免疫脫逃能力是「歷代最強」，引起專家關注。目前已知英國、德國、西班牙、智利、新加坡等8國都發現持變異株蹤跡。
截至9月底至10月初，BA.2.75、BA.5.2.1.7（BF.7）、BA.4.6等毒株在全球加速流行並引起世界衛生組織的關注。
截至10月上旬，亚型变异株XBB的亚谱系（XBB*）的全球流行率为1.3%，已在35个国家发现。世界衛生組織還對亚型变异株XBB、XBB*以及BQ.1及其亚谱系（BQ.1*）对公共卫生的影响进行讨论。
11月13日，香港首現一宗本地感染Omicron變種病毒株BF.7個案。
11月28日，玻利维亚卫生部长表示，近两个月在圣克鲁斯省和拉巴斯省相继发现奥密克戎新亚型BQ.1和BQ.1.1。奥密克戎新亚型的传播率达30%。
12月15日，中國工程院院士鍾南山指，Omicron变异株引起的疾病已不適合稱為「新冠肺炎」，應該改稱「新冠上呼吸道感染」或「新冠感冒」。12月26日深夜，国家卫健委宣布，“新型冠状病毒肺炎”更名为“新型冠状病毒感染”。

### 2023年
2023年3月，印度出现XBB.1.16爆发潮。该病毒株后来被命名为Arcturus。

### 對經濟的影響
2021年11月26日，由於投資者擔憂Omicron變異株對經濟可能造成的負面影響，全球金融市場出現下跌，包括了道瓊斯工業平均指數在2021年的最嚴重跌幅。布蘭特原油和西得克萨斯中间基原油價格分別下跌10%和11.7%。

## 亚变体
Omicron（BA.1）變異株突變數量眾多，其特点是与原始病毒相比有30个氨基酸变化、3个小缺失和1个小插入刺突蛋白（A67V、Δ69-70、T95I、G142D、Δ143-145、Δ211、L212I、ins214EPE、G339D、S371L，S373P，S375F，K417N，N440K，G446S，S477N，T478K，E484A，Q493K，G496S，Q498R，N501Y，Y505H，T547K，D614G，H655Y，N679K，P681H，N764K，D796Y，N856K，Q954H，N969K，L981F）。这些变化中，有 15 个位于受体结合域（残基 319-541）。该变体还在其他基因组区域（NSP3 – K38R、V1069I、Δ1265、L1266I、A1892T；NSP4 – T492I；NSP5 – P132H；NSP6 – Δ105-107、A189V – NSP12V；NSP14L； ；E – T9I；M – D3G、Q19E、A63T；N – P13L、Δ31-33、R203K、G204R）发生了突变。

### BA.1
BA.1(B.1.1.529.1)是最早发现的Omicron毒株亚型(B.1.1.529未在自然界中被发现)。截至2022年6月，Omicron（BA.1）有许多变异，其中一些变异引起了科学家的关注。

Omicron变异株的基因组序列如上图所示

Omicron（BA.1）有大约50个突变，这比以前的任何SARS-CoV-2变体都要多，其中32个突变与刺突蛋白有关，大多数疫苗的目标是中和病毒。截至2021年12月，许多突变是新的，在以前的变体中没有发现。截至2022年4月，与原始病毒相比，该变种的特点是在刺突蛋白中出现了30个氨基酸变化、3个小的缺失和一个小的插入，其中15个位于受体结合域（殘基319-541）。截至2022年12月，该病毒在其他基因组区域带有一些变化和缺失，例如在弗林蛋白酶裂解位点有三个突变，这有利于其传播。
研究人员已经检测到Omicron的几个亚变体，而且新的亚变体不断出现。目前有310个Pango谱系与Omicron变体有关。“标准”亚系现在被称为BA.1（或B.1.1.529.1），其他两个亚系被称为BA.2（或B.1.1.529.2）和BA.3（或B.1.1.529.3）。2022年中期，在几个国家发现了BA.4（或B.1.1.529.4）和BA.5（或B.1.1.529.5）。

### BA.2
2022年2月中旬，在日本对仓鼠和小鼠进行的一项实验室研究以非同行评审预印本的形式发表，表明BA.2不仅比BA.1更具传播性，而且可能导致更严重的疾病。后来，2022年10月下旬的一项研究推翻了这一观点，该研究发现BA.2实际上相对于原始的Omicron变异株（反过来，相对于delta变异株，它引起的疾病更不严重）。用于治疗感染COVID-19的人的治疗性单克隆抗体对BA.2没有什么影响，BA.2对casirivimab和imdevimab“几乎完全耐药”，对sotrovimab的耐药性是原始BA.1亚变体的35倍。

### XE
2022年1月从英国分离出的一种新的BA.1-BA.2重组体，被称为“XE”重组体，世卫组织发现其潜在的传播性比BA.2高出10%，使其比BA.1的传播性高出约43%至76%，并使XE重组体成为已确定的最具传染性的变体。

### BA.2.12
在美国纽约州检测到两个新的BA.2亚变体，它们是BA.2.12（或B.1.1.529.2.12）和BA.2.12.1（或B.1.1.529.2.12.1），这两个亚变体比BA.2具有23-27%的明显增长优势，并促成了以雪城和安大略湖为中心的纽约中部的感染率上升，后来到2022年5月24日在美国成为主导。

### BA.2.75与BA.2.75.2
2022年5月在印度首次检测到的亚变体BA.2.75（或B.1.1.529.2.75，被媒体昵称为Centaurus）已被世界卫生组织列为监测中的变体。该系的其他较新的变异体（如BA.2.75.2又名B.1.1.529.2.75或Chiron）可能能够逃避中和抗体。

### XBB与XBB.1
XBB是BA.2.10.1和BA.2.75亚系的重组体，是2022年8月首次发现的Omicron亚变体。它被描述为“免疫逃脫（英語：immune-evasive）”，在包括新加坡和孟加拉国在内的国家引起了小规模的病例激增。
2023年1月在印度首次檢測到XBB.1.16，並於3月22日被WHO列為「監視下的變異株」（VUM），4月17日升級為「需要留意的變異株」（VOI）。此亞變體又被稱為「大角星」（Arcturus）。

### EG.5与EG.5.1
EG.5被一些媒体称为“Eris”，是XBB1.9.2的亚变体。该谱系早在2023年2月就被发现。8月6日，英国卫生安全局报告称7月第三周英国七分之一的新病例是由EG.5造成的。8月9日，EG.5被世界卫生组织認定为“需留意的新冠变异株”。从遗传学角度来看，它与其他變異株的主要区别是“F456L氨基酸突变”。截至8月17日，EG.5变异株已在全球至少52个国家或地区被监测发现。

### BA.3
第三个Omicron亚系，BA.3，非常罕见。它具有与BA.1相同的S基因靶标失败（英語：S-gene target failure，简称：SGTF）缺失（Δ69-70）。

### BA.4与BA.5
2022年4月，世卫组织宣布它正在跟踪BA.4和BA.5亚变体，在南非、波札那、丹麦、蘇格蘭和英格兰都发现了BA.4。在南非收集的数据的早期迹象表明，BA.4和BA.5比BA.2有明显的增长优势，到5月12日，BA.2被歐洲疾病預防控制中心授予高关注变异株（英語：Variant of Concern）的地位，到5月20日，被英国卫生安全局授予关注变体的地位。到5月25日，BA.5在葡萄牙占主导地位，占那里所有新病例的三分之二。到6月24日，BA.4和BA.5一起成为英国和德国的主导变体。到6月28日，这两个亚变体在美国成为主导性变体。到6月下旬，BA.5成为法国的主导亚变体，59%的新病例与它有关。
BF.7是BA.5.2.1亚变体全名的缩短版，即BA.5.2.1.7。这个亚变体是Omicron的BA.5变体的一部分，该变体在全球报告的病例数最多，占所有病例的76.2%。

### BQ.1与BQ.1.1
自2022年10月以来，发现了BQ.1（或B.1.1.5.3.1.1.1.1，被媒体昵称为Typhon）和BQ.1.1（或B.1.1.529.3.1.1.1.1，昵称为Cerberus），它们是BA.5的亚变体。它们在法国比其它欧洲国家更流行，截至11月17日，法国93%的序列是Omicron亚系BA.5，在BA.5亚系中，BQ.1.1继续上升（32%对前一周的25%）。根据Nextclade的数据，甚至有55%。据报道，它们在美国已经成为主导，占新感染的44%，比前一周的33%有所增加。早期的实验室测试发现，这些亚变体比以前的变体更善于躲避第一次和加强型疫苗；然而，似乎没有新的治疗方法正在开发中。病毒学家Andy Pekosz说，“就其效力而言，这些变异几乎已经消解了目前市场上的每一种单克隆抗体”。

### BA.2.86
2023年8月，全球多地发现了一种基于BA.2骨架并拥有多达超过30个S蛋白突变的变异毒株，该毒株随后被迅速命名为BA.2.86，并迅速被科学家给予“Pirola”的昵称。事件发生后，各国卫生当局及世界卫生组织对此表示高度关注。有学者表示，BA.2.86可能不会成为像奥密克戎刚刚问世时的那种黑天鹅事件。根据北大曹云龙团队对于BA.2.86的初步研究结论，其逃避免疫能力相对于XBB*有显著增强，但其胞间传播效率似有下降，提示其传染性可能有所降低。2023年11月21日，世界卫生组织将BA.2.86变异株从“需要监测的变异株”（VUM）升级为“需要关注的变异株”（VOI）。

### JN.1
JN.1是源自BA.2.86的變異毒株，也是BA.2.86的第二代亚分支。JN.1从2023年11月初的约4%增长至12月初的30%。截至12月10日，全球至少有40个国家/地区监测到JN.1变异株。12月19日，世界卫生组织将JN.1变异株列为“须留意变种”。2024年2月以来，JN.1变异株的第三代亚分支KP.2在全球流行毒株中的占比增长较快。5月3日，世界卫生组织于将KP.2列入“需要监测的变异株”。

## 流行病学
2021年11月26日，南非国家传染病研究所（NICD）宣布，30,904次COVID-19测试（在一天内）发现了2,828个新的COVID-19感染者（阳性率9.2%）。一周后，即2021年12月3日，NICD宣布，65,990次COVID-19测试发现了16,055个新的感染病例（是七天前的5.7倍；阳性率为24.3%），其中72%是在豪登省发现。南非的这个省人口稠密，每平方千米约有850名居民。豪登省的首府约翰内斯堡是一个巨型都市（城市本身约有550万居民，城市地区有950万居民）。

## 外部連結
- Nextstrain / ncov / gisaid / global （页面存档备份，存于）
- https://newsnodes.com/omicron_tracker （页面存档备份，存于）